# 侃德
在托爾金（J. R. R. Tolkien）的科幻小說裡，侃德（Khand）是中土大陸位於魔多（Mordor）東南方及近哈拉德（Near Harad）東方的地名。維瑞亞人（Variags）居於當地。
很少人知道侃德和侃德人的狀況，侃德人似乎很像洛汗（Rohan）：侃德人是馬背上的民族。
侃德受到魔多的支配，為魔多提供戰馬，在歷史上曾兩度進入剛鐸（Gondor），一次是第三紀元1944年聯同戰車民（Wainriders）進攻剛鐸，另一次是魔戒聖戰（War of the Ring）期間進攻剛鐸，於帕蘭諾平原戰役（Battle of the Pelennor Fields）中慘敗。雖然書中沒有明言，但相信侃德在第四紀元受到剛鐸統治。